# Serin d'Abyssinie
Crithagra citrinelloides
Espèce
Statut de conservation UICN

 LC  : Préoccupation mineure
Synonymes
- Serinus citrinelloides

Le Serin d'Abyssinie (Crithagra citrinelloides) est une espèce d'oiseaux appartenant à la famille des Fringillidae.

## Distribution
Cet oiseau est réparti en deux poches correspondant aux deux sous-espèces sur les hauts plateaux de l’Éthiopie centrale et du sud-ouest du Kenya.

## Sous-espèces
D'après la classification de référence (version 5.1, 2015) du Congrès ornithologique international, cette espèce est constituée des sous-espèces suivantes :
- S. c. citrinelloides Rüppell, 1840 : Éthiopie centrale ;
- S. c. kikuyuensis (Neumann, 1905) : ouest du Kenya.

## Habitat
Son habitat électif comprend les arbrisseaux sur les versants et les lisières des boisements humides des hauts plateaux (Érythrée), les vallées humides, les formations végétales en bordure de plans d’eau, les zones buissonneuses humides, les clairières de forêts, les bambous, les plantations d’eucalyptus, les jardins, les formations arbustives secondaires et les zones cultivées fournissant une abondance de graines (Kenya) (Fry & Keith 2004).

## Alimentation
Il recherche des graines sur le sol mais se suspend aussi aux têtes florales d’Aspilia et de Cosmos pour en extraire les semences mûres. Il se nourrit souvent de graines de fleurs de jardins et de plantes herbacées le long des chemins ainsi que de fruits d’arbustes. Parfois il capture des termites ailés en vol. Il est très habile à extraire les amandes des fruits à coque et les graines des fruits à écale, saisissant le fruit et agitant violemment le bec de droite à gauche pour enlever l’enveloppe (Fry & Keith 2004).
D’autres plantes ont été recensées, photos à l’appui, par Ottaviani (2011) comme la sauge resplendissante Salvia splendens, lamiacée ; une astéracée du genre Vernonia et une solanacée, Solanum incanum.

## Nidification
Le nid minuscule est confectionné d’herbes sèches et de radicelles, et tapissé intérieurement de toiles d’araignées, de cocons de chenilles, de peluches blanches et autres matériaux doux. Il est placé fort bas dans un buisson ou un bananier. La ponte de deux ou trois (parfois quatre) œufs blanchâtres, tachetés de brun roux ou de brun violet, s’effectue en fin de saison des pluies, surtout d’octobre à décembre dans le massif du Ruwenzori, de janvier à juin dans le Kivu et les Marungus, de mars à juillet puis en novembre en Ouganda (Lippens & Wille 1976).